# HD 11506 c
HD 11506 c est une exoplanète orbitant autour de l'étoile HD 11506, située à 167 années-lumière de la Terre dans la constellation de la Baleine. Elle est découverte le 18 février 2009 par une équipe finlandaise par utilisation de l'inférence bayésienne. Son existence est confirmée en 2015 par la méthode des vitesses radiales, mais ses paramètres sont apparus significativement différents de ceux qui avaient été déterminés par l'analyse bayésienne.

## Caractéristiques physiques
HD 11506 c a une masse minimale de 0,40 MJ.

## Orbite
HD 11506 c orbite autour de son étoile à une distance moyenne de 0,74 ua et avec une période de 224 jours. Cette orbite est de ce fait comparable à celle de Vénus autour du Soleil, quoi que plus excentrique.